# Ashakhet I
Ashakhet là một vị Tư tế tối cao của Ptah trong giai đoạn đầu vương triều thứ 21.
Ashakhet được biết đến thông qua một bản gia phả mà được biết tới như là Berlin 23673, trên đó ông được nói là sống cùng thời với Pharaon Amenemnisu.
Ashaket là cha của vị Tư tế tối cao của Ptah Pipi A và là ông nội của vị Tư tế tối cao của Ptah Harsiese.

### Các tài liệu liên quan tới Berlin 23673
- L Borchardt, Die Mittel zur Zeitlichen Festlegung von Punkten de Aegyptischen Geschichte und ihre Anwendung, 1935, pg 96-112
- Kees, Zeitschrift fur Agyptischer Sprache, 87 (1962), 146-9 (includes discussion of Louvre 96)